# طيران السلام
طيران السلام هي شركة طيران عُمانية، تعتبر أول شركة طيران منخفض التكاليف في عُمان. وتتخذ من صلالة ومسقط مراكز لعملياتها.

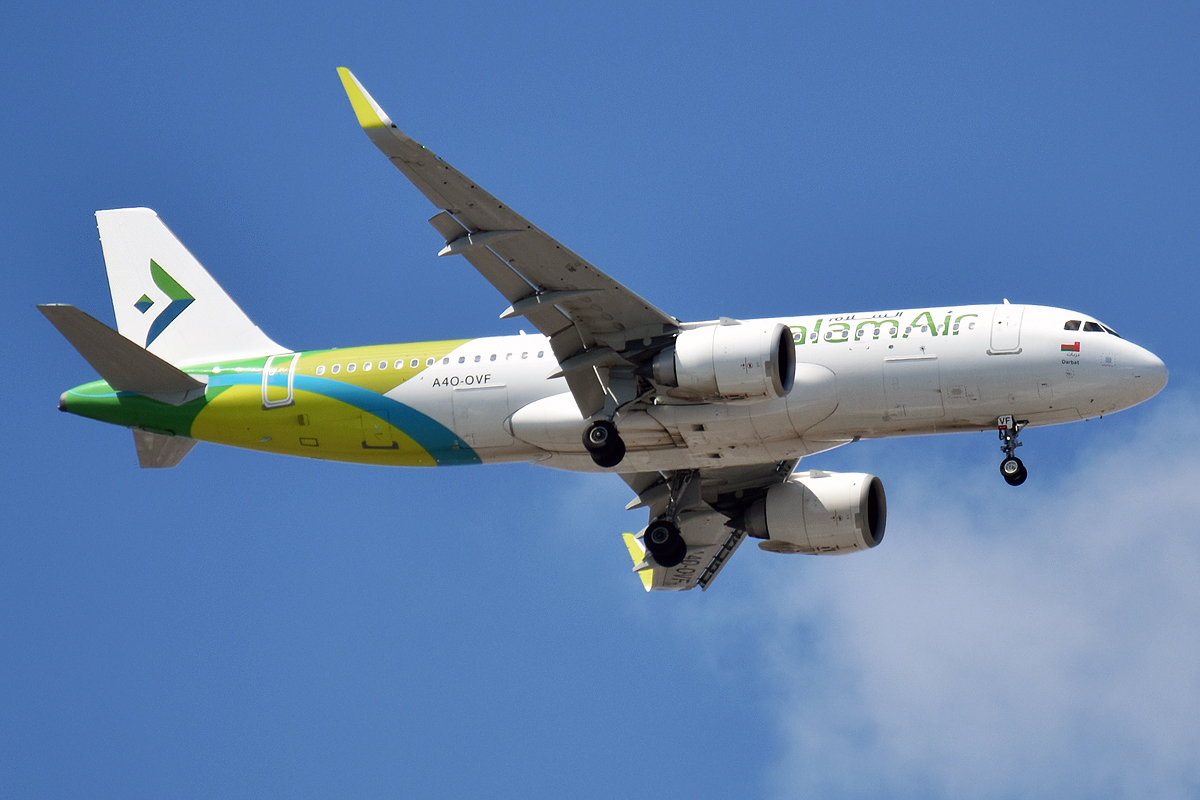
طائرة طيران السلام من طراز إيرباص إيه 320 نيو

## الوجهات
| المطار            | الوجهات (آخر تحديث للقائمة في 25/08/2021) | الوجهات (آخر تحديث للقائمة في 25/08/2021) | الوجهات (آخر تحديث للقائمة في 25/08/2021) |
| المطار            | الدولة                                    | المدينة                                   | المطار                                    |
| ----------------- | ----------------------------------------- | ----------------------------------------- | ----------------------------------------- |
| مطار مسقط الدولي  | عُمان                                      | صلالة                                     | مطار صلالة الدولي                         |
| مطار مسقط الدولي  | عُمان                                      | مرمول                                     | مطار مرمول                                |
| مطار مسقط الدولي  | عُمان                                      | فهود                                      | مطار فهود                                 |
| مطار مسقط الدولي  | عُمان                                      | قرن العلم                                 | مطار قرن العلم                            |
| مطار مسقط الدولي  | عُمان                                      | حقل مخيزنة النفطي                         | مطار مخيزنة                               |
| مطار مسقط الدولي  | الإمارات العربية المتحدة                  | دبي                                       | مطار دبي الدولي                           |
| مطار مسقط الدولي  | قطر                                       | الدوحة                                    | مطار حمد الدولي                           |
| مطار مسقط الدولي  | السعودية                                  | الرياض                                    | مطار الملك خالد الدولي                    |
| مطار مسقط الدولي  | السعودية                                  | جدة                                       | مطار الملك عبد العزيز                     |
| مطار مسقط الدولي  | السعودية                                  | الدمام                                    | مطار الملك فهد الدولي                     |
| مطار مسقط الدولي  | السعودية                                  | المدينة المنورة                           | مطار الأمير محمد بن عبد العزيز الدولي     |
| مطار مسقط الدولي  | مصر                                       | الإسكندرية                                | مطار برج العرب الدولي                     |
| مطار مسقط الدولي  | إيران                                     | شيراز                                     | مطار شيراز الدولي                         |
| مطار مسقط الدولي  | الهند                                     | لكناو                                     | مطار تشودري تشاران سينغ                   |
| مطار مسقط الدولي  | الهند                                     | كاليكوت                                   | مطار كاليكوت الدولي                       |
| مطار مسقط الدولي  | الهند                                     | ثيروفانانثابورام                          | مطار تريفاندروم الدولي                    |
| مطار مسقط الدولي  | الهند                                     | جايبور                                    | مطار جايبور الدولي                        |
| مطار مسقط الدولي  | بنغلاديش                                  | دكا                                       | مطار شاه جلال الدولي                      |
| مطار مسقط الدولي  | نيبال                                     | كاتماندو                                  | مطار تريبوفان الدولي                      |
| مطار مسقط الدولي  | باكستان                                   | كراتشي                                    | مطار جناح الدولي                          |
| مطار مسقط الدولي  | باكستان                                   | سيالكوت                                   | مطار سيالكوت الدولي                       |
| مطار مسقط الدولي  | باكستان                                   | ملتان                                     | مطار ملتان الدولي                         |
| مطار مسقط الدولي  | جزر المالديف                              | ماليه                                     | مطار فيلانا الدولي                        |
| مطار مسقط الدولي  | قرغيزستان                                 | بيشكك                                     | مطار ماناس الدولي                         |
| مطار مسقط الدولي  | البوسنة والهرسك                           | سراييفو                                   | مطار سراييفو الدولي                       |
| مطار مسقط الدولي  | تركيا                                     | طرابزون                                   | مطار طرابزون الدولي                       |
| مطار مسقط الدولي  | تركيا                                     | إسطنبول                                   | مطار صبيحة كوكجن الدولي                   |
| مطار صلالة الدولي | عُمان                                      | مسقط                                      | مطار مسقط الدولي                          |
| مطار صلالة الدولي | عُمان                                      | صحار                                      | مطار صحار الدولي                          |

## الأسطول
| الطائرات                 | في الخدمة | الطلبيات | عدد الركاب  | ملاحظات |
| ------------------------ | --------- | -------- | ----------- | ------- |
| إيرباص إيه 320 نيو       | 6         | 0        | 180         |         |
| إيرباص إيه 321 نيو       | 7         | 0        |             |         |
| إمبراير E 195            | 0         | 5        |             |         |
| طيران السلام للشحن الجوي |           |          |             |         |
| إيرباص A321-200P2F       | 1         | —        | للشحن الجوي |         |
| المجموع                  | 14        | 5        |             |         |